# Tiga (ilha)
Tiga (também chamada Tokanod) é uma das ilhas da província das Ilhas Lealdade na Nova Caledônia, situada a cerca de 24,5km de Maré e de 35km de Lifou. É um minúsculo ponto de terra no meio do Oceano Pacífico, medindo apenas 6km x 2km, tendo sua altitude máxima a 92m. A ilha faz parte da comuna de Lifou e do distrito de Mou. Tiga abriga apenas uma tribo, assentada no noroeste da ilha, que conta com cerca de 150 habitantes.